# Силезский парламент
Силезский парламент (пол. Parlament Śląski, нем. Schlesisches Parlament) или Силезский сейм (пол. Sejm Śląski) — законодательный орган Силезского автономного воеводства. Действовал с 1920 года до оккупации Польши в 1939 году. Официально распущен решением Крайовой рады народовой от 6 мая 1945 года.

## История
Силезский сейм был образован 15 июля 1920 года на основании Статута Силезского автономного воеводства.
Первые выборы в Сейм состоялись в 1922 году. Большинство мест (18) получил «Национальный блок» — коалиция Польской партии христианской демократии и
Национально-демократической партии, остальные места распределились между польскими партиями, такими как ППС (8 мест), Национальной рабочей партией (7 мест) и Польской народной партией «Пяст» (1 место). Немецкие партии получили в общей сумме 14 мест.
Сейм 2-го созыва был избран 12 мая 1930 года. В нём самую большую фракцию составила Немецкая католическая народная партия (15 мест). Второй по численности фракцией была Польская партия христианской демократии (13 мест). За ней шли Национально-христианский рабочий союз (10 мест), ППС (4 места), Национальная рабочая партия (3 места), Коммунистическая партия (2 места) и Немецкая социал-демократическая партия (1 место). Сейм 2 созыва стал местом открытой борьбы между сторонниками демократии и сторонниками «Санации». Сейм также находился во враждебных отношениях с Воеводой Михаилом Гражинским, поддержавшим Санацию.
25 сентября 1930 года Президент Польши Игнаций Мосцицкий своим указом распустил Силезский сейм 2-го созыва, официально из-за принятия Сеймом законов, грозивших дефицитом воеводского бюджета. Неофициально же проправительственный Национально-христианский рабочий союз планировал заполучить большинство в Сейме.
Выборы в Силезский сейм 3-го созыва состоялись в ноябре 1930 года. Две наиболее популярные партии: продемократическая Польская партия христианской демократии и проправительственный Национально-христианский рабочий союз получили по 19 мест каждая. ППС удалось занять 1 место, остальные места достались немецким партиям, потерявших 7 мест по сравнению с предыдущим созывом. 
Период с 1930 по 1935 год ознаменовался политическим кризисом и стремлением официальных польских властей лишить Силезское автономное воеводство его особого статуса. Властей поддерживали в этом стремлении Силезский воевода и депутаты Сейма от Национально-христианского рабочего союза, за что подвергались критике других депутатов, как польских, так и немецких.
Выборы 1935 года прошли после принятия поправок в Закон о выборах и бойкотировались оппозиционными партиями. Теперь Сейм состоял из 24 депутатов вместо 48 и избирались они от двух многомандатных округов. Все места достались Национально-христианскому рабочему союзю и лицам, связанных с правительством, хотя, к примеру, в Пщине в Сейм был избран Юзеф Плонка, открыто критиковавший режим Санации и правительство.
В результате захвата Заользья 2 октября 1938 года Силезский сейм был расширен в 24 до 28 мест. 
Сейм прекратил свою деятельность осенью 1939 года, в связи с оккупацией Польши нацистами. Силезское автономное воеводство было преобразовано в провинцию Верхняя Силезия. 6 мая 1945 года Силезский сейм, как и Силезское автономное воеводство решением Крайовой рады народовой официально прекратили своё существование.

## Структура и полномочия
Согласно Статуту Силезского автономного воеводства (аналог конституции) Силезский сейм являлся высшим органом законодательной власти в Силезском автономном воеводстве. Сейм назначал членов правительства воеводства (Силезский воеводский совет) из пяти членов и следил за его работой. Также Сейм принимал годовой бюджет воеводства и законы в области образования, сельского, водного и лесного хозяйства и полиции. Вопросы внешней политики и армии в компетенцию Силезского сейма не входили.
Депутаты Силезского сейма избирались в количестве 48 до 1935 года, 24 с 1935 по 1938 год и 28 с 1938 по 1939 от трёх многомандатных округов по системе Д'Ондта. Сейм мог быть распущен решением Президента Польши. Этим правилом в 1930 году успешно воспользовался Игнаций Мосцицкий.

## Результаты выборов

### 1922 (I созыв)
| Партия | Партия                                 | Количество мест | Количество мест |   |
| ------ | -------------------------------------- | --------------- | --------------- | - |
|        | Национальный блок                      | 18              | 18              |   |
|        | Польская социалистическая партия       | 8               | 8               |   |
|        | Национальная рабочая партия            | 7               | 7               |   |
|        | Католическая народная партия           | 12              | 6               |   |
|        | Немецкая партия                        | 12              | 6               | 6 |
|        | Немецкая социал-демократическая партия | 2               | 2               |   |
|        | Польская народная партия «Пяст»        | 1               | 1               |   |
| Всего  | Всего                                  | 48              | 48              |   |

### 1930 (II созыв)
| Партия | Партия                                  | Количество мест | Количество мест |   |
| ------ | --------------------------------------- | --------------- | --------------- | - |
|        | Католическая народная партия            | 15              | 10              |   |
|        | Немецкая партия                         | 15              | 5               | 5 |
|        | Польская партия христианской демократии | 13              | 13              |   |
|        | Национально-христианский рабочий союз   | 10              | 10              |   |
|        | Польская социалистическая партия        | 4               | 4               |   |
|        | Национальная рабочая партия             | 3               | 3               |   |
|        | Коммунистическая партия                 | 2               | 2               |   |
|        | Немецкая социал-демократическая партия  | 1               | 1               |   |
| Всего  | Всего                                   | 48              | 48              |   |

### 1930 (III созыв)
| Партия | Партия                                  | Количество мест | Количество мест |   |
| ------ | --------------------------------------- | --------------- | --------------- | - |
|        | Национально-христианский рабочий союз   | 19              | 19              |   |
|        | Польская партия христианской демократии | 19              | 19              |   |
|        | Католическая народная партия            | 7               | 5               |   |
|        | Немецкая партия                         | 7               | 2               | 2 |
|        | Немецкая социал-демократическая партия  | 2               | 2               |   |
|        | Польская социалистическая партия        | 1               | 1               |   |
| Всего  | Всего                                   | 48              | 48              |   |

### 1935 (IV созыв)
| Партия | Партия                                | Количество мест | Количество мест |
| ------ | ------------------------------------- | --------------- | --------------- |
|        | Национально-христианский рабочий союз | 24              | 24              |
| Всего  | Всего                                 | 24              | 24              |

## Маршалы Сейма
| Портрет | Портрет | Имя                | Начало полномочий | Окончание полномочий | Партия                                  | Созыв             |
| ------- | ------- | ------------------ | ----------------- | -------------------- | --------------------------------------- | ----------------- |
|         |         | Константин Вольный | 13 октября 1922   | 24 сентября 1935     | Польская партия христианской демократии | I, II, III созывы |
|         |         | Кароль Гжесик      | 24 сентября 1935  | 1939                 | Национально-христианский рабочий союз   | IV созыв          |

## Здание

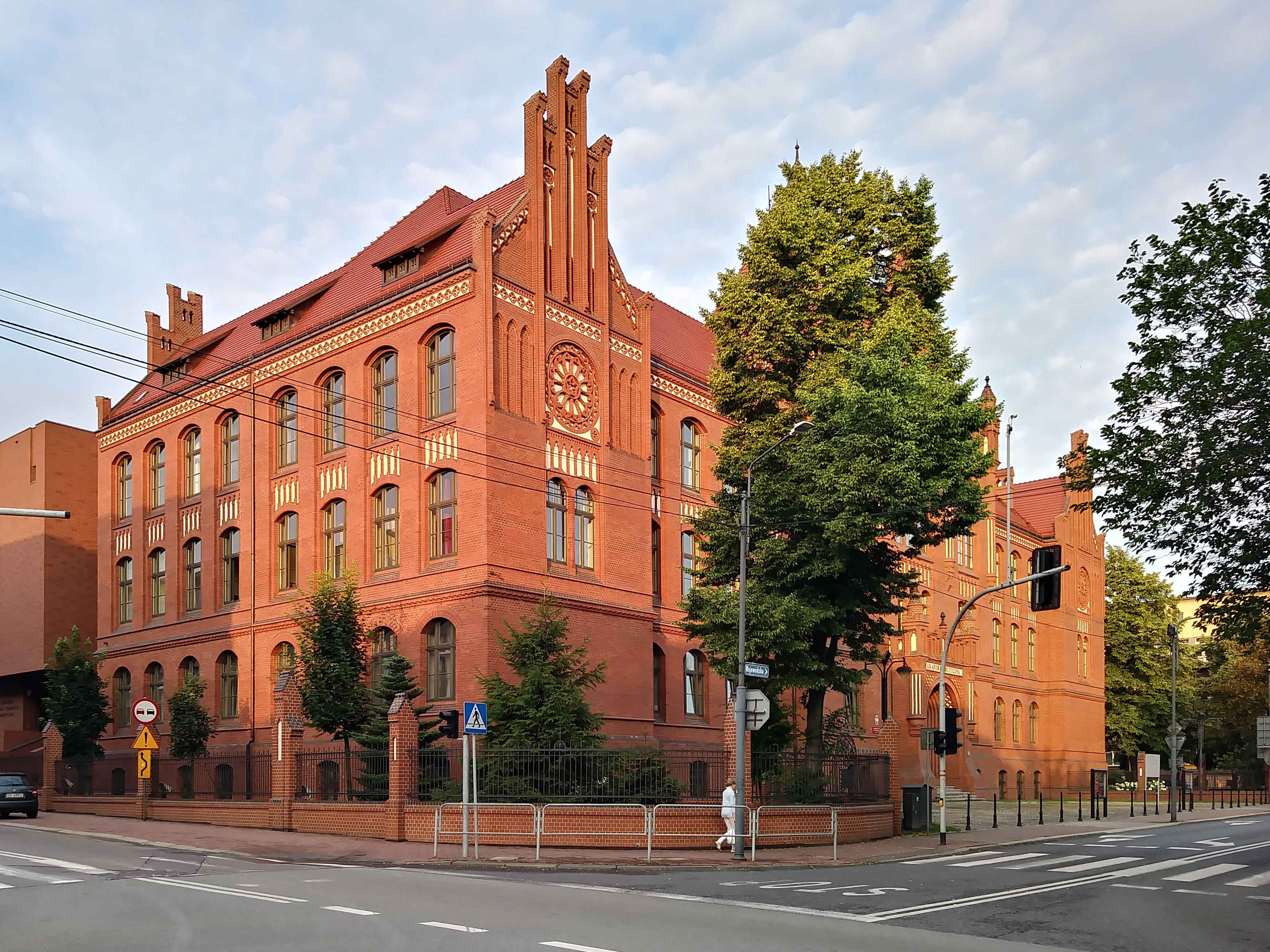
Здание музыкальной академии в Катовице, где располагался Силезский парламент до 1929 года

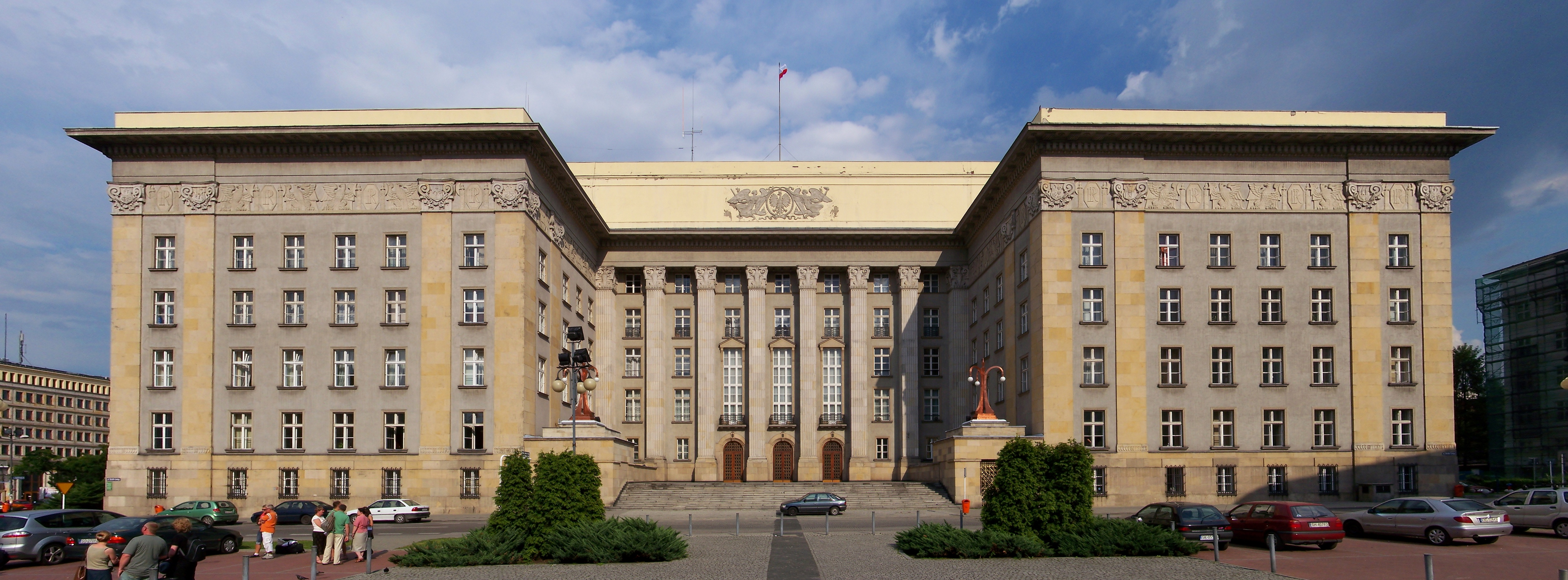
Здание Силезского парламента со стороны Площади Силезского Сейма

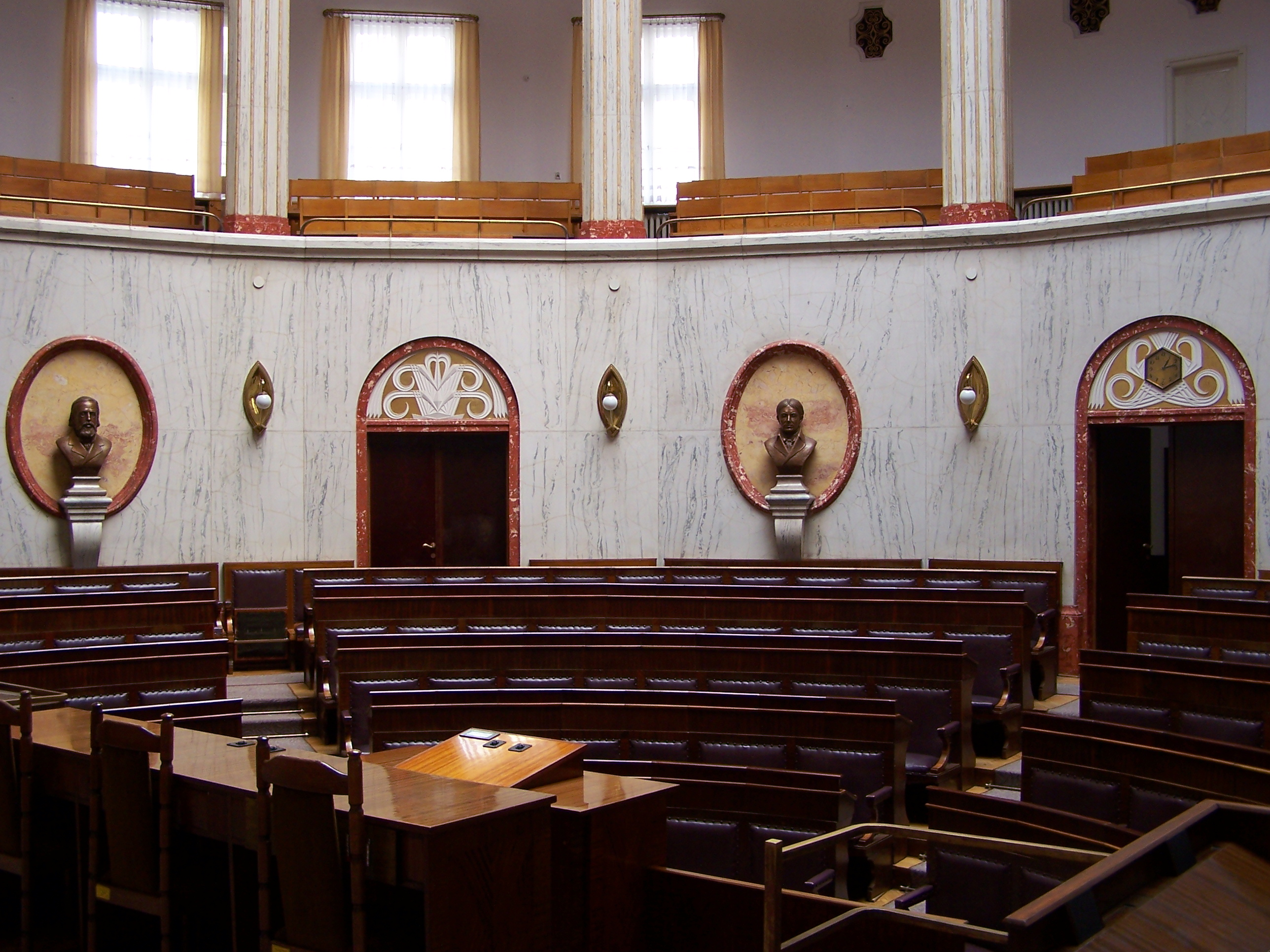
Зал заседаний

С 1922 года Силезский Сейм размещался в здании Музыкальной академии в Катовице.
В 1925 году было начато строительство отдельного здания для заседаний Сейма, которое было завершено в 1929 году, а отделочные работы были окончены к 1932 году. Здание построено из песчаника, в нём 634 комнаты общим объёмом 161 474 м³. На момент постройки Здание Силезского парламента было самым большим в Польской республике, а его зал заседаний послужил прообразом для зала заседаний Сейма Польши в Варшаве. 
С 1941 года здание использовалось как резиденция гауляйтера Верхней Силезии. Начиная с 1998 года в здании располагается Правление Силезского воеводства и сеймик.